# Gabonia
Gabonia es un género de escarabajos de la familia Chrysomelidae.
Fue descrito en 1893 por Jacoby. Casi 150 especies se distribuyen en la región Afrotropical subsahariana (con excepción de Madagascar). También hay especies presentes en Arabia. Está muy relacionado con el género Luperomorpha; algunas especies del primer género son tan similares al segundo que no se detectan diferencias importantes. 
El género Gabonia contiene las siguientes especies:
- Gabonia bicaveata Scherer & Boppre, 1997
- Gabonia bicolor Scherer & Boppre, 1997
- Gabonia cavipennis Scherer & Boppre, 1997
- Gabonia compressicornis Scherer & Boppre, 1997
- Gabonia foraminipennis Scherer & Boppre, 1997
- Gabonia fulvicornis Scherer & Boppre, 1997
- Gabonia fuscitarsis Scherer & Boppre, 1997
- Gabonia gabriela Boppre & Scherer, 1981
- Gabonia gabrieletta Scherer & Boppre, 1997
- Gabonia nigroapicalis Scherer & Boppre, 1997
- Gabonia picea Scherer & Boppre, 1997
- Gabonia rubropicea Scherer & Boppre, 1997
- Gabonia tibialis Scherer & Boppre, 1997